# Vadim Tishchenko
Vadym Mykolayevich Tyshchenko - em ucraniano, Вадим Миколайович Тищенко (Horodok, 24 de março de 1963 - Dnipropetrovsk, 14 de dezembro de 2015) foi um futebolista ucraniano.
Nos tempos de URSS, seu nome era russificado como Vadim Nikolayevich Tishchenko (Вадим Николаевич Тищенко, em russo).

## Carreira
Estreou profissionalmente em 1981, no Nyva Vinnytsia, pelo qual jogo até 1984. Defendeu ainda Dínamo-2 Kiev, SKA Karpaty Lviv (antecessor do Karpaty Lviv e Dnipro Dnipropetrovsk, clube por qual obteve maior destaque na carreira, atuando em 109 partidas e marcando 15 gols entre 1987 e 1992.
Tishchenko deixou os gramados como jogador em 1994, quando defendia o  Hapoel Haifa de Israel, prejudicado por uma grave lesão no pé.

## Seleção Soviética
Convocado para o time olímpico da Seleção Soviética em 1987, integrou o time que terminou com a medalha de ouro nas Olimpíadas de Seul, passando no caminho por Argentina e Itália e derrotando de virada na final o Brasil. A defesa soviética era interrepublicana: era composta, além de Tishchenko, por Viktor Losev (russo étnico), Syarhey Harlukovich (bielorrusso), Gela Ketashvili (georgiano), Oleksiy Cherednyk (ucraniano da RSS Tadjique) e Yevgeniy Yarovenko (cazaque de ascendência ucraniana).
Pela Seleção principal da URSS, estreou ainda em 1987, mas acabou perdendo a Eurocopa de 1988), meses antes da Olimpíada de Seul. Era cotado para representar o país na Copa de 1990, mas também não foi convocado.

## Pós-aposentadoria
Encerrada a carreira de jogador, Tischenko migrou para o banco de reservas do Dnipro, agora como assistente de Vyacheslav Hroznyi. Saiu do clube em 1997, mas voltaria para assumir o comando técnico no ano seguinte.
Entre 1999 e 2001, trabalhou no FC Kryvbas Kryvyi Rih (como técnico do time reserva e auxiliar-técnico), voltando outra vez ao Dnipro no mesmo ano. Foi técnico interino da agremiação em 2005 e 2010. Tishchenko permaneceu no Dnipro até 14 de dezembro de 2015, quando faleceu aos 52 anos. A causa da morte não foi divulgada.

## Links
- Perfil de Tishchenko (em russo)